# Marc Caussidière
Marc Caussidière, né le 17 mai 1807 à Lyon et mort le 27 janvier 1861 à Paris, est un ouvrier dans la soierie, courtier en marchandises, journaliste, préfet de police, député de l'Assemblée nationale constituante et révolutionnaire républicain français, membre également de la franc-maçonnerie et de la Société des saisons.

## Biographie

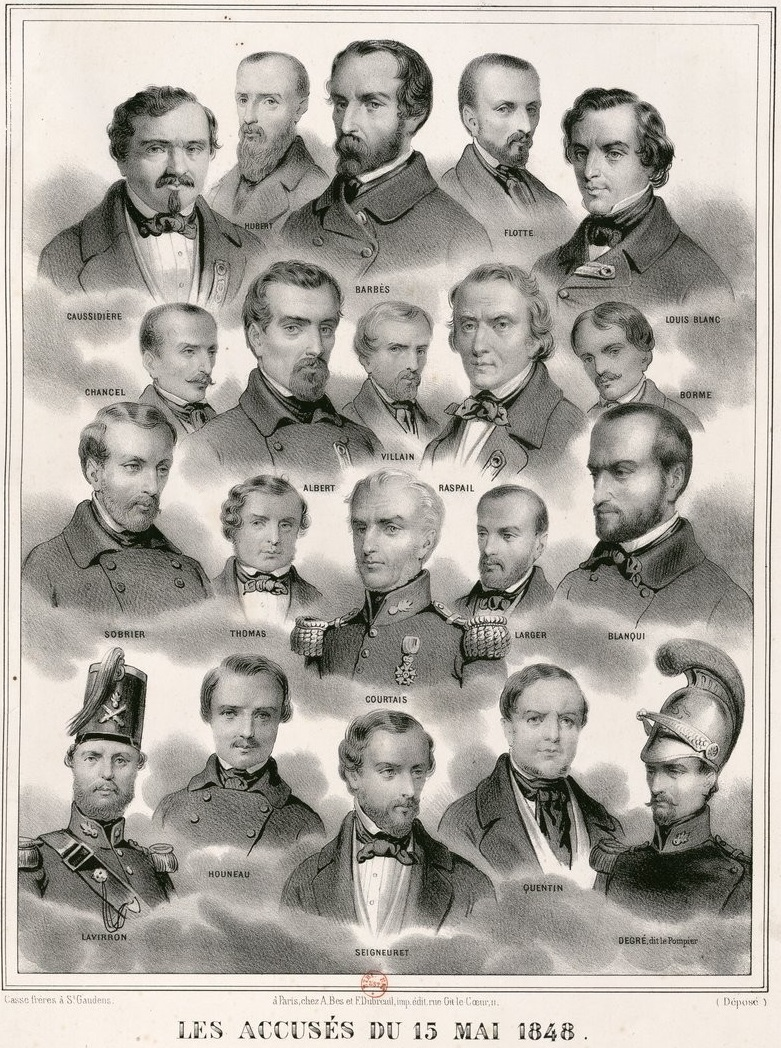
Les accusés du 15 mai 1848 (en haut à gauche, Marc Caussidière), lithographie de 1849.

Originaire d’une famille d’artisans, fils d’un ancien soldat de la République, Jean Caussidière, Louis Marc Caussidière nait le 17 mai 1807 à Lyon,.
En 1829, il appartient à la loge franc-maçonne « L’Asile du sage ». Il participe aux manifestations lyonnaises de juillet 1830, et au soulèvement de novembre 1831. En 1834, il est dessinateur dans les fabriques de soieries de Lyon et de Saint-Étienne. Il prend une part active comme chef et combattant dans la sanglante insurrection lyonnaise d'avril 1834, dans laquelle son frère trouve la mort. Traduit devant la Cour des Pairs fin 1835, défendu par Alexandre Ledru-Rollin, il est condamné à la détention et envoyé à la prison de Doullens, de laquelle il tente de s'enfuir en participant à l'évasion collective du 19 octobre 1836. Sa captivité dure jusqu’à l’amnistie accordée par le ministère Molé, en 1837. Il devient alors un des plus actifs propagateurs de l’organe le plus avancé du parti radical, le journal la Réforme (fondé par Ledru-Rollin) dont il devient également commis-voyageur. Il adhère également à la Société des saisons.
Pendant la révolution de février 1848, il se tient sur les barricades jusqu’au moment de la victoire de son parti ; il s'installe à la préfecture de police, dont il s’est s’emparé et dont le gouvernement provisoire (dont Ledru-Rollin est ministre de l'Intérieur) lui attribue bientôt officiellement la direction, par le biais de Louis-Antoine Garnier-Pagès, membre du gouvernement et maire de Paris. Il se fait alors gloire de « faire de l’ordre avec du désordre » : supprimant la Garde municipale de Paris, remplaçant les sergents de ville par les gardiens de Paris, il crée également le corps de la « Garde du Peuple », composé de tous les révolutionnaires récemment libérés. Cette garde comprend quatre compagnies (« La Montagnarde », « Saint-Just », « de février », « Morisset »). De son poste, il notifie aux commissaires de police de veiller à ce qu'aucun mouvement ne tente de détourner les ouvriers de leurs travaux, notamment pour nourrir le désordre encore ambiant. Il résiste ouvertement à la démonstration du 17 mars où, à la demande d’une délégation de plus de 200 000 hommes conduite par le révolutionnaire Auguste Blanqui, le gouvernement provisoire accepte de reporter les élections ; il renouvelle sa résistance le 16 avril lors d'une autre journée révolutionnaire pour un nouveau report des élections. Le département de la Seine l’envoit à la Constituante, douzième ou vingtième sur trente-quatre représentants.
À partir de mai 1848, la Commission exécutive, nouveau gouvernement, tente de l’éliminer de la préfecture de police. Après l’échec de la manifestation républicaine du 15 mai 1848, son inaction apparemment complice le fait accuser devant l’Assemblée. Il est démis de ses fonctions de préfet de police par la Commission exécutive, et la garde qu'il a créée est licenciée. Il se défend à la tribune et fait distribuer un mémoire justificatif à ses collègues. Ayant démissionné de son mandat de député à l’Assemblée constituante, son mandat lui est rendu par les électeurs aux élections complémentaires de début juin. Mais, après l’échec sanglant de la révolte ouvrière des journées de Juin, une double demande d’autorisation de poursuites est portée contre lui ; dans la nuit du 25 au 26 août, l’Assemblée, par un double vote, accorde sa mise en accusation pour le 15 mai, tout en le refusant pour les journées de juin.
Après avoir prononcé en vain un discours pour se défendre, il doit prendre la fuite et de se réfugier à Londres, d’où il fait paraitre ses Mémoires (Paris 1848, 2 vol. in-8°), contenant le récit et l’explication de toute sa conduite. Il est condamné en avril 1849, par contumace, à la déportation par la Haute Cour de justice de Bourges pour sa participation à la manifestation du 15 mai 1848. Il reprend alors ses activités de courtier en vins. Au Royaume-Uni, il participe, tout comme Félix Pyat, à la création en septembre 1852 de la « Commune révolutionnaire », association fondée par Eugène Alavoine et destinée à lutter contre les conséquences du coup d'État du 2 décembre 1851 : la chute de la république et l'instauration du Second Empire. Il est alors à nouveau condamné par contumace par les assises de la Seine, à dix ans de prison, 6 000 francs d’amende et dix ans de surveillance. Il part ensuite aux États-Unis pour placer les fonds de l'association. Il profite de l’amnistie de 1859 pour rentrer en France.
Il meurt à Paris en le 27 janvier 1861,.

## Hommage

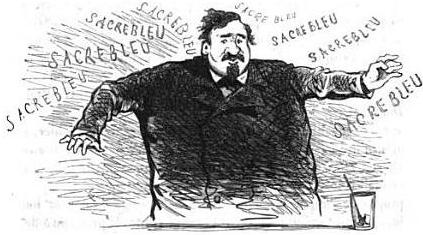
Caricature de Marc Caussidière, par Cham (1850).

La ville de Saint-Étienne honore Marc Caussidière en attribuant son nom à une rue, située dans le quartier de Montaud où il a vécu.